# Troisième invasion mongole de la Pologne
invasions mongoles de la Pologne
La troisième invasion mongole de la Pologne est une expédition militaire organisée par les Mongols de la Horde d'or en 1287-1288 et dirigée par Nogaï khan et Talabuga. Elle s'achève par la victoire des armées polonaises et le repli des Mongols.

## Contexte

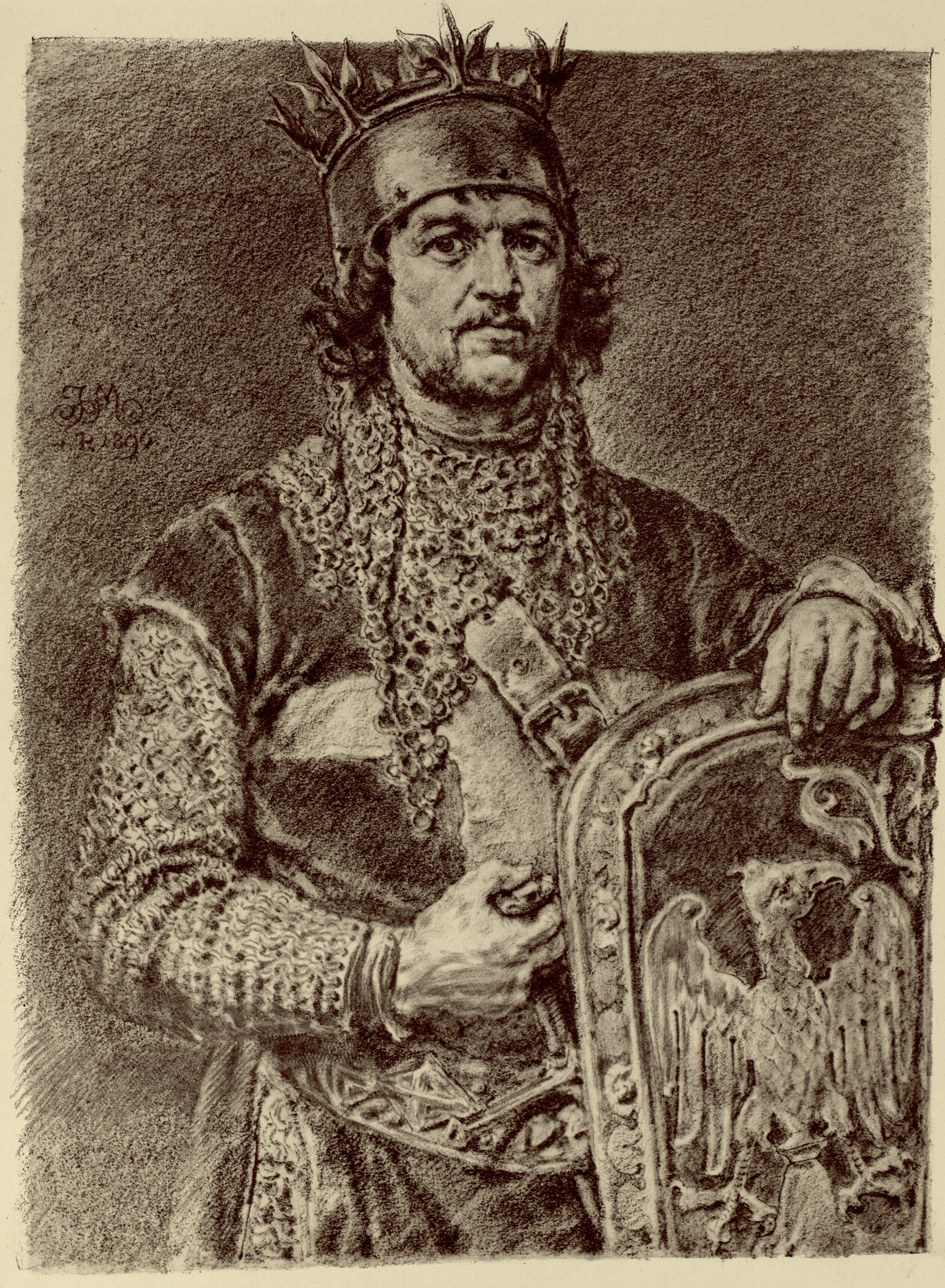
Lech II le Noir, commandant de l'armée polonaise

Cette invasion fait partie d'une guerre entre la Pologne et la Ruthénie qui dure depuis plusieurs années. Ainsi, en 1281, les Polonais ont déjà vaincu près de Goslicz une armée mongole entrée sur les territoires de Lech II le Noir pour aider Léon Ier de Galicie.
Le but de l'expédition est donc d'empêcher le duc Lech II de se mêler des affaires du royaume de Hongrie et de la Ruthénie et, tout comme lors de la seconde invasion, de piller la région de la Petite-Pologne.

## L'invasion
Pour cette invasion, la Horde d'or lève une armée de 30 000 hommes, un mélange de soldats mongols et de vassaux ruthènes. Le plan, élaboré par Nogaï Khan, est semblable à celui de 1259. L’armée mongole est divisée en deux colonnes :
- la première colonne, forte de 20 000 hommes, est commandée par Talabuga. Elle part vers le Nord de la Petite-Pologne, en direction de Sandomierz ;
- la seconde colonne, forte de 10 000 cavaliers, est commandée par Nogai. Elle part vers le sud en direction de Cracovie.

Après le pillage de la province, les deux armées doivent se retrouver au nord de Cracovie.

### Colonne nord
Parmi les 20 000 soldats de la colonne nord, on trouve des soldats mongols et un important contingent de vassaux ruthènes commandés par le duc Mstislav de Loutsk, le duc Volodymir de Volhynie et le duc Lev de Halytch. Face à eux, Lech II le Noir commande une armée d'environ 15 000 hommes. En outre, les défenses polonaises ont été renforcées depuis la seconde invasion et plusieurs villes et villages ont été fortifiés. Cracovie en particulier est décrite dans les chroniques de l'époque comme ayant un château entièrement en pierre et étant « protégée par des catapultes et des arbalètes de grande et petite taille ». Pour bien mesurer l'ampleur de ces préparatifs, il faut savoir que lors des deux premières invasions, la citadelle de Cracovie était en bois.
Le 7 décembre 1287, la colonne nord de l'armée mongole quitte son campement situé près de Wlodzimierz Wolynski, et, après avoir contourné Lublin, tente de traverser la Vistule près de Zawichost. Comme la rivière n’est pas gelée, ils doivent trouver un gué plus au sud. Les envahisseurs assiègent Sandomierz, puis se lancent à l'assaut de la ville ; mais leur attaque échoue, ils doivent lever le siège,. Ils laissent des soldats ruthènes dans la région de la ville et changent de trajet.
Mal préparées, les forces mongoles n'arrivent pas à prendre les villes et villages fortifiés qui se trouvent sur leur route, après que la colonne se soit dispersée en plusieurs détachements et commandos. Un important détachement tente de s’approcher de l'abbaye de Łysa Góra, mais quelques jours après le siège infructueux de Sandomierz, ces soldats sont attaqués à proximité des monts Świętokrzyskie par des troupes polonaises. Cette unité polonaise, commandée par le duc Leszek, inflige une défaite aux troupes mongoles lors de la bataille de Łagów. Cette défaite est assez sévère pour obliger les Mongols à se replier avec leur butin après avoir atteint la région de Kielce. En janvier 1288, ils atteignent leur camp d’hiver à Lwow. Leszek et son armée se dirigent ensuite vers Cracovie pour préparer la défense de la capitale polonaise.

### Colonne sud
Le 24 décembre 1287, la colonne sud assiège Cracovie. Les Mongols lancent une attaque infructueuse contre la ville fortifiée et subissent de lourdes pertes, dont plusieurs de leurs chefs,. Nogaï Khan décide de changer de plan et divise son armée en plusieurs petites unités qui vont piller les zones au nord et au sud de Cracovie. Certaines unités mongoles pillent les villages situés aux alentours de Cracovie et dans le duché de Sieradz, tandis que d’autres assiègent les villes de Podolínec et Stary Sącz. Grâce à la dispersion des troupes mongoles, Leszek, sa femme et un petit groupe de serviteurs réussissent à se rendre dans le Royaume de Hongrie et à demander de l’aide au roi Ladislas IV, qui a vaincu une autre invasion mongole moins de deux ans plus tôt.
À Podolínec, les Mongols dévastent les villages et les environs après quelques escarmouches avec les milices locales. À Stary Sącz, le siège dure depuis environ un mois, sans apporter aucun résultat tangible. En effet, la ville est bien préparée, avec des murs solides, une bonne garnison et d'énormes stocks de nourriture et d'eau. Pendant ce temps, le roi de Hongrie accepte d'attaquer les Mongols et charge un noble nommé György de Sóvár (en) (Sóvári Soós György), de diriger l’expédition hongroise, qui marche immédiatement sur Podolínec et Kežmarok. Ils prennent par surprise une petite armée mongole de 1 000 hommes, qui est quasiment anéantie lors de la bataille de Stary Sącz. Cette défaite met fin à l’invasion mongole, car après quelques escarmouches entre d'autres unités mongoles et les polono-hongrois, Nogaï regroupe ses troupes et se retire de la Pologne avec les restes de son armée. Il arrive en Ruthénie fin janvier 1288.

## Conséquences
Le raid de 1287-1888 est plus court et nettement moins dévastateur que les deux premières invasions. Les Mongols n'ont pas réussi à capturer des villes ou des châteaux véritablement importants et ont perdu un nombre significatif de soldats. Ils ont également fait moins de prisonniers et de butin que lors des précédentes invasions.